# فروجارولو
فروجارولو (به ایتالیایی: Frugarolo) یک کومونه در ایتالیا است که در استان آلساندریا واقع شده‌است.

## خصوصیات
فروجارولو ۲۷٫۳ کیلومترمربع مساحت و ۲٬۰۲۰ نفر جمعیت دارد و ۱۱۲ متر بالاتر از سطح دریا واقع شده‌است.